# Попоманасеу

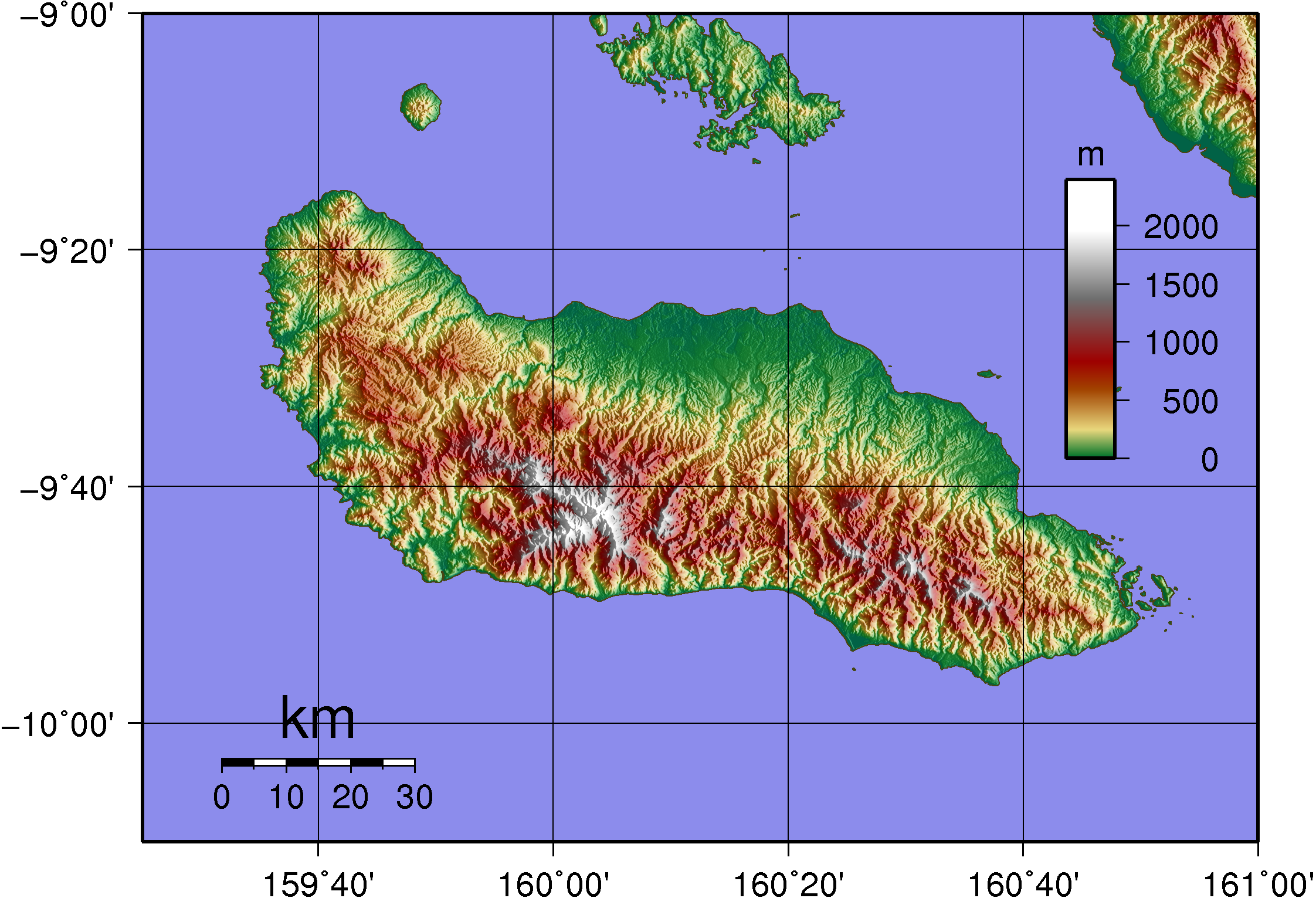
Топографическая карта острова Гуадалканал с отметкой высот. Попоманасеу — самая высокая точка острова.

Попоманасеу (англ. Mount Popomanaseu) — гора на острове Гуадалканал (провинция Гуадалканал, Соломоновы Острова). Высшая точка не только страны, но и всех островов Тихого океана, входящих в часть света Океания, без учёта Папуа — Новой Гвинеи и Новой Зеландии. Высота горы составляет 2335 метров над уровнем моря («Энциклопедия Британника» приводит высоту 2330 метров). Попоманасеу с давних пор играет важную роль в мифологии и верованиях аборигенов, а также служит домом для множества эндемичных и исчезающих видов животных и растений.
Ближайший населённый пункт — посёлок шахты Голд-Ридж (около 14 километров по прямой).